# Skjern
Skjern foi um dos  município da Dinamarca, localizado na região ocidental, no condado de Ringkobing Existiu até 31 de Dezembro de 2006.
Em 1 de Janeiro de 2007 este município foi extinto devido a uma reforma municipal reunido aos municípios de Egvad, Holmsland,  Ringkøbing, e Videbæk para formar o novo município de Ringkøbing-Skjern. Isto criou um município com uma população de 57818 habitantes (2005). O novo município pertence à nova região de Mid-Jutland.

## Paróquias
Foi criado em 1970  e é constituído pelas seguintes paróquias:
- Bølling
- Dejbjerg
- Faster
- Fjelstervang
- Hanning
- Skjern (paróquia)
- Stavning
- Sædding
- Sønder Borris

O município tem uma área de 327 km² e uma  população de 13 107 habitantes, segundo o censo de 2005.